# Philipp II. (Baden-Baden)

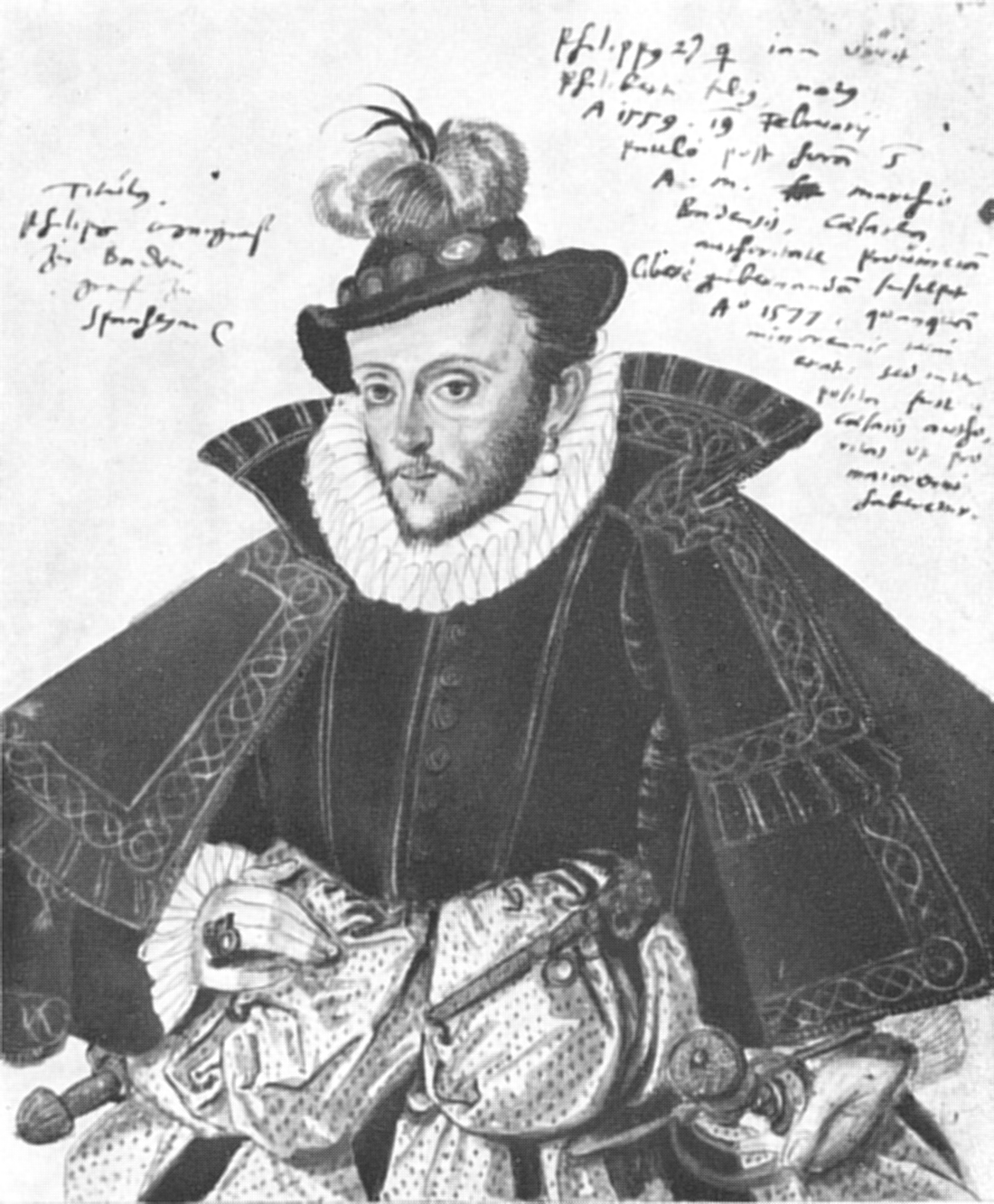
Philipp II. von Baden nach einem Aquarell von Tobias Stimmer

Markgraf Philipp II. von Baden (* 19. Februar 1559 in Baden-Baden; † 17. Juni 1588 in Baden-Baden) war von 1571 bis 1588 Regent der Markgrafschaft Baden-Baden.

## Leben
Philipp war der Sohn des protestantischen Markgrafen Philibert von Baden und der katholischen Mechthild von Bayern.
Philipps Vater Philibert fiel früh im Oktober 1569 in der Schlacht bei Moncontour. In der Folge wurde der 10-jährige Philipp zusammen mit seiner ein Jahr älteren Schwester Jakobe von Baden von seinem Onkel Albrecht V. von Bayern katholisch erzogen. An der Universität Ingolstadt kam er mit der Gegenreformation in Berührung Sein Vater hatte seinen Untertanen Religionsfreiheit zugesichert, doch nach dem Tode des Markgrafen Philibert wurde diese Freiheit durch die Witwe und seinen Sohn, der sehr stark von seiner katholischen Erziehung geprägt war, immer mehr eingeschränkt. Bereits zu Zeiten der Vormundschaftsregierung durch seinen Onkel und Vormund Herzog Albrecht V. wurde in den Jahren 1570/71 wieder der katholische Ritus in der Markgrafschaft Baden-Baden eingeführt. Nach dem Antritt seiner Regierungsgeschäfte ordnete der neue Markgraf als erstes an, dass alle Baden-Badener Bürger den Gottesdienst zu besuchen hatten, Zuwiderhandlungen standen unter schwerer Strafe.
Philipp ließ das Neue Schloss zuerst abtragen und errichtete 1579 an derselben Stelle ein neues prächtigeres Schloss im Stil der Hochrenaissance, dabei mehrte er seine Schulden beträchtlich. Eine Bestandsaufnahme im Jahre 1582 brachte neben 218 Musikinstrumenten einen Schuldenberg von 200.000 Gulden zu Tage. Diese Schulden versuchte er durch eine Umordnung des Gewerbewesens und erhöhte Steuern zu mindern. So kam es, dass die Wirtschaft immer mehr einer Planwirtschaft glich.
Ein wenig ruhmreiches Kapitel in den Geschichtsbüchern stellt die Hexenverfolgung unter dem jungen Markgrafen dar. Bereits unter der Vormundschaft Bayerns kam es zu ersten Hexenverbrennungen, diese nahmen jedoch mit der Regentschaft des jungen Philipp stark zu. Die letzte Hexenverfolgung unter Philipp II. gab es im Jahr 1580. Bei dieser Hexenverbrennung kamen 18 Frauen in den Ämtern Rastatt, Baden-Baden und Kuppenheim um ihr Leben.
1585 wurde er auf kurfürstlichen Befehl vom Landhofmeister Anton Waldbott von Bassenheim in das Deutschordenshaus zu Koblenz einquartiert.
Als Philipp im Alter von 29 Jahren starb, hinterließ er keine Nachkommen, so dass sein Vetter Eduard Fortunat zu seinem Nachfolger wurde und die Nebenlinie der Rodemacher erbte. Sein Leichnam liegt in der Stiftskirche in Baden-Baden begraben.